# Поверхностная плотность
Пове́рхностная пло́тность (англ. Areal density, surface density) — масса двумерного объекта, приходящаяся на единичную площадь. Обозначается символом {\displaystyle \rho _{A}} (A = Areal) или {\displaystyle \sigma }. В СИ измеряется в килограммах, делённых на квадратный метр (кг·м−2). 
В текстильной и бумажной промышленности существует понятие грамматура, обычно выражаемое в граммах на квадратный метр; в частности, для бумаги поверхностную плотность можно выражать в виде массы пачки бумаги стандартного размера.
Иногда термин «поверхностная плотность» относят не к массе, а к числу частиц, заряду, количеству информации и другим показателям (с соответствующими оговорками и изменением размерности).

## Формулы поверхностной плотности
Локальная поверхностная плотность бесконечно тонкого объекта вблизи некоторой его точки находится как
{\displaystyle \rho _{A}={\frac {dm}{dA}}},
где {\displaystyle dm} — масса малого элемента поверхности, содержащего рассматриваемую точку и имеющего площадь {\displaystyle dA}. 
Средняя по площади поверхностная плотность бесконечно тонкого объекта может рассчитываться по формуле 
{\displaystyle {\bar {\rho }}_{A}={\frac {m}{A}}},
где {\displaystyle m} и {\displaystyle A} — соответственно, полная масса и полная (с одной из сторон) площадь объекта.
Эти формулы не эквиваленты, и выбор определяется тем, какая именно поверхностная плотность интересует.
Реальные физические объекты бесконечно тонкими быть не могут. Обычно рассматривается тонкий слой: плёнка, пластинка и т. п. — с конечной локальной толщиной {\displaystyle l}. В таком случае действует формула
{\displaystyle \rho _{A}={\bar {\rho }}\cdot l}
для локальной поверхностной плотности, где {\displaystyle {\bar {\rho }}} обозначает объёмную плотность объекта (кг/м3), усреднённую вдоль направления «насквозь» в рассматриваемой точке поверхности. 

## Столбцовая плотность
Существует величина по смыслу близкая к поверхностной плотности — так называемая столбцовая (колонковая) плотность. Для неё используются те же обозначения {\displaystyle \rho _{A}} или {\displaystyle \sigma }. Эта величина показывает массу вещества, приходящуюся на единицу площади и получаемую путём интегрирования объёмной плотности {\displaystyle \rho } внутри столбца среды вдоль луча зрения:
Чаще всего подразумевается вертикальная траектория, от нижней до верхней границы среды:
{\displaystyle \sigma =\int \rho \;\operatorname {d} z},
где {\displaystyle z} обозначает вертикальную координату — высоту или глубину. Но в общем случае траектория интегрирования может быть наклонной/косой (например, при распространении света в атмосфере). Последнее выражение есть не что иное, как средняя по толщине объёмная плотность {\displaystyle {\bar {\rho }}}, умноженная на толщину {\displaystyle l=\Delta z}. Такое выражение приводилось в предыдущем разделе — с тем отличием, что там предполагался очень тонкий слой, а здесь такого предположения нет.
Аналогичное выражение записывается для двумерной концентрации атомов в столбце:
{\displaystyle N=\int n\;\operatorname {d} z}.
Здесь {\displaystyle n} (м-3) — трёхмерная концентрация в столбце, которая интегрируется вдоль вертикального направления или, в общем случае, вдоль луча зрения. {\displaystyle N} показывает количество атомов, приходящееся на единицу площади (м-2), как если бы весь столбец был мысленно сплюснут в направлении {\displaystyle z} до состояния плоского объекта.

## Применение

### Физика атмосферы
Поверхностную плотность получают, например, при дистанционном зондировании спектрометром TOMS, с помощью которого получают данные о содержании озона в атмосфере. Данные о столбцовой плотности также получаются в методе дифференциальной оптической спектроскопии поглощения и при использовании микроволновых радиометров.
Похожим понятием является оптическая толщина.

### Астрономия
В астрономии колонковая плотность обычно применяется для характеризации количества атомов или молекул, приходящихся на квадратный сантиметр (см2) вдоль луча зрения в заданном направлении, что можно получить при наблюдениях, например, в линии нейтрального водорода (21 см) или при наблюдениях определённых молекул. Также со столбцовой плотностью нейтрального или молекулярного водорода может быть связано межзвёздное поглощение.
Понятие поверхностной плотности полезно при изучении аккреционных дисков. При наблюдении аккреционного диска плашмя поверхностная плотность в данной части диска определяется как столбцовая плотность: как масса или число атомов вещества, приходящая(-ее)ся на единицу поверхности и просуммированная(-ое) вдоль луча зрения от одной границы среды до другой.

### Устройства хранения данных
Понятие поверхностной плотности можно использовать для количественной оценки и сравнения таких устройств для записи информации, как жёсткие диски, оптические диски, стримеры. Единицей измерения являются гигабиты с квадратного дюйма.

### Бумага
Поверхностная плотность часто применяется для описания толщины бумаги. Например, широко распространена бумага с плотностью 80 г/м2.
Вес[прояснить] бумаги обычно указывают в виде массы для единицы площади, в граммах на квадратный метр. Это масса эталонного листа бумаги площадью 1 квадратный метр.
Чтобы не возникало путаницы с плотностью, следует писать, например, 80 г(м2).[прояснить]

### Ткань
Вес ткани часто указывают в виде массы для единицы площади, в граммах на квадратный метр или унциях на квадратный ярд. Один грамм на квадратный метр соответствует 0,0295 унции на квадратный ярд.